# Udea fimbriatralis
Udea fimbriatralis is een vlinder uit de familie van de grasmotten (Crambidae), uit de onderfamilie van de Spilomelinae. De wetenschappelijke naam van deze soort is voor het eerst voorgesteld als Botys fimbriatralis door Philogène-Auguste-Joseph Duponchel in een publicatie uit 1833.
De soort komt voor in Zuid-Europa (Spanje, Frankrijk, Italië, Kroatië, Bosnië en Herzegovina, Roemenië, Noord-Macedonië, Bulgarije, Griekenland), Marokko, Turkije en Israël.